# Cerura
Cerura es un género de lepidópteros de la familia Notodontidae. Fue descrito por Franz Paula von Schrank en 1802.

## Especies
- Cerura australis  Scott, 1864
- Cerura candida  Lintner, 1878
- Cerura dayongi  Schintlmeister & Fang, 2001
- Cerura delavoiei  (Gaschet, 1876)
- Cerura erminea  (Esper, 1783)
- Cerura felina Butler, 1877
- Cerura iberica  (Ortiz & Templado, 1966)
- Cerura kandyia  Moore
- Cerura liturata  Walker, 1855
- Cerura malaysiana  Holloway, 1982
- Cerura menciana Moore, 1877
- Cerura multipunctata  Bethune-Baker, 1904
- Cerura priapus  Schintlmeister, 1997
- Cerura przewalskyi  (Alphéraky, 1882)
- Cerura rarata  Walker, 1865
- Cerura scitiscripta  Walker, 1865
- Cerura subrosea  (Matsumura, 1927)
- Cerura tattakana  Matsumura, 1927
- Cerura thomasi  Schintlmeister, 1993
- Cerura vinula  (Linnaeus, 1758)